# Goldbugpapagei
Der Goldbugpapagei (Poicephalus meyeri) ist eine Vogelart aus der Familie der Eigentlichen Papageien (Psittacidae). Er gehört zur Gattung der Langflügelpapageien (Poicephalus) und wird manchmal auch Meyerspapagei genannt.

## Aussehen

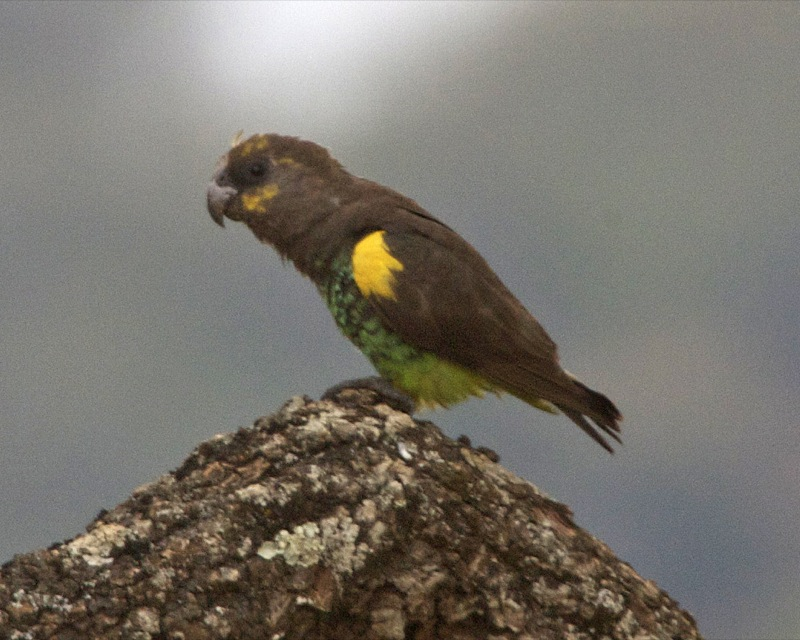
Goldbugpapagei im Akagera-Nationalpark, Ruanda

### Jungvögel
Bis zu einem Alter von zwölf Monaten weisen Goldbugpapageien meist ein braungrünes Gefieder auf. Auf Flügelbeinen und Scheitel zeigt sich eine geringe Gelbfärbung.

### Adulte Vögel
Mit ca. 18 Monaten werden die Vögel geschlechtsreif und beginnen an Stirn und Flügelbug gelbe Federn zu entwickeln. Wenn nach bis zu acht Jahren die Ausfärbung beendet ist, liegt die Federfärbung bei einem dunklen Graubraun. Am Kopf hingegen zeigt sich ein – in seiner Ausprägung variierender – gelber Fleck. Auch Flügelränder und Schultern sind in dieser Farbe gehalten. Der Unterbauch und Bürzel sind grün gefärbt, der Unterrücken hellblau. Schnabel, Nasenhaut und Füße sind schwarz/grau/braun gehalten. Die Iris leuchtet orangerot.
Die Vögel erreichen eine Größe zwischen 20 und 22 cm und ein Gewicht, je nach Unterart, zwischen 110 und 180 Gramm.

## Verbreitung
Der Bestand der Goldbugpapageien ist nach Zahlen von 2006 stabil. Das Verbreitungsgebiet erstreckt sich sowohl über Teile von Zentral- und Ostafrika als auch über Angola, Lesotho, Malawi, Mosambik, Namibia, Sambia und Simbabwe. Es umfasst etwa 4000 km².
Die Beobachtungen im Freiland sind schwierig, da die Vögel untereinander ein gut funktionierendes Frühwarnsystem entwickelt haben und sehr scheu sind.

## Lebensweise
In ihrem ausgedehnten Verbreitungsgebiet bewohnen die Goldbugpapageien die verschiedensten Lebensräume. Sie bevorzugen zwar bewaldete Gebiete, sie sind aber auch in Savannengebieten, im Buschland, im Kulturland und in  Einzelbäumen, die in der Nähe von Flüssen stehen, anzutreffen. In der Regel entfernen sie sich nicht weit von Wasserstellen. Die Goldbugpapageien sind paarweise oder in kleinen Gruppen von drei bis fünf Tieren zusammen, je nach Nahrungsangebot auch in Gruppen von bis zu 30 Vögeln. Sie ernähren sich Hauptsächlich von Sämereien, Nüssen, Beeren und den verschiedensten Früchten. Aber die Vögel ernähren sich auch von Getreide und Mais aus den Anbaugebieten oder suchen Orangen- und anderen Obstkulturen auf.

## Die systematische Stellung innerhalb der GattungPoicephalus
Das folgende Kladogramm zeigt die Gattung Poicephalus mit ihren jeweiligen Verwandtschaftsgraden. Es fehlt der Niamniampapagei (Poicephalus crassus), dessen Artstatus umstritten ist.
| N.N.                    | \| \| Poicephalus gulielmi \| \| \| \| \| \| Poicephalus robustus \| \| \| \| \| \| Poicephalus fuscicollis \| \| Vorlage:Klade/Wartung/3 \| \| |
|                         | \| \| Poicephalus gulielmi \| \| \| \| \| \| Poicephalus robustus \| \| \| \| \| \| Poicephalus fuscicollis \| \| Vorlage:Klade/Wartung/3 \| \| |
|                         | Poicepalus flavifrons |
|                         | |
|                         | Poicephalus gulielmi |
|                         | |
|                         | Poicephalus robustus |
|                         | |
|                         | Poicephalus fuscicollis |
| Vorlage:Klade/Wartung/3 | |

|                         | Poicephalus gulielmi    |
|                         |                         |
|                         | Poicephalus robustus    |
|                         |                         |
|                         | Poicephalus fuscicollis |
| Vorlage:Klade/Wartung/3 |                         |

|  | Poicephalus senegalus   |
|  |                         |
|  | Poicephalus rufiventris |
|  |                         |

|                         | Poicephalus cryptoxanthus |
|                         |                           |
|                         | Poicephalus meyeri        |
|                         |                           |
|                         | Poicephalus rüppellii     |
| Vorlage:Klade/Wartung/3 |                           |

|  | Poicephalus senegalus   |
|  |                         |
|  | Poicephalus rufiventris |
|  |                         |

|                         | Poicephalus cryptoxanthus |
|                         |                           |
|                         | Poicephalus meyeri        |
|                         |                           |
|                         | Poicephalus rüppellii     |
| Vorlage:Klade/Wartung/3 |                           |

| N.N.                    | \| \| Poicephalus gulielmi \| \| \| \| \| \| Poicephalus robustus \| \| \| \| \| \| Poicephalus fuscicollis \| \| Vorlage:Klade/Wartung/3 \| \| |
|                         | \| \| Poicephalus gulielmi \| \| \| \| \| \| Poicephalus robustus \| \| \| \| \| \| Poicephalus fuscicollis \| \| Vorlage:Klade/Wartung/3 \| \| |
|                         | Poicepalus flavifrons |
|                         | |
|                         | Poicephalus gulielmi |
|                         | |
|                         | Poicephalus robustus |
|                         | |
|                         | Poicephalus fuscicollis |
| Vorlage:Klade/Wartung/3 | |

|                         | Poicephalus gulielmi    |
|                         |                         |
|                         | Poicephalus robustus    |
|                         |                         |
|                         | Poicephalus fuscicollis |
| Vorlage:Klade/Wartung/3 |                         |

|  | Poicephalus senegalus   |
|  |                         |
|  | Poicephalus rufiventris |
|  |                         |

|                         | Poicephalus cryptoxanthus |
|                         |                           |
|                         | Poicephalus meyeri        |
|                         |                           |
|                         | Poicephalus rüppellii     |
| Vorlage:Klade/Wartung/3 |                           |

|  | Poicephalus senegalus   |
|  |                         |
|  | Poicephalus rufiventris |
|  |                         |

|                         | Poicephalus cryptoxanthus |
|                         |                           |
|                         | Poicephalus meyeri        |
|                         |                           |
|                         | Poicephalus rüppellii     |
| Vorlage:Klade/Wartung/3 |                           |

Folgende sechs Unterarten werden dem Goldbugpapagei zugerechnet:
- Poicephalus meyeri meyeri (Cretzschmar, 1827)[3] kommt im nördlichen Kamerun und südlichen Tschad bis Äthiopien und dem nördlichen Gebiet der Demokratischen Republik Kongo vor
- Poicephalus meyeri saturatus Sharpe, 1901[4] ist im Osten der Demokratischen Republik Kongo bis ins westliche Kenia und das nordwestliche Tansania verbreitet
- Poicephalus meyeri matschiei Neumann, 1898[5] kommt vom Südosten der Demokratischen Republik Kongo und dem zentralen Tansania bis ins östliche Angola, das nördliche Sambia und das nördliche Malawi vor.
- Poicephalus meyeri reichenowi Neumann, 1898[5] ist nur im westlichen  Angola verbreitet.
- Poicephalus meyeri damarensis Neumann, 1898[5] kommt im südlichen Angola, nördlichen Namibia und dem nordwestlichen Botswana vor.
- Poicephalus meyeri transvaalensis Neumann, 1899[6] ist vom südlichen Sambia und dem westlichen Mosambik bis ins östliche Botswana und das nördliche zentrale Südafrika verbreitet.

Poicephalus meyeri neavei Grant, CHB, 1914 wird heute als Synonym zu P. m. matschiei, Poicephalus senegalus adolfifriderici Grote, 1926 als Synonym zur Nominatform betrachtet.

## Haltung in Menschenobhut
Der Goldbugpapagei wird aufgrund seiner recht „handlichen“ Größe und seiner für einen Papagei relativ leisen Stimme als Heimvogel immer beliebter.
Der Goldbugpapagei ist der kleinste unter den Großpapageien. Fühlen die Vögel sich wohl, sind sie sehr verspielt und werden dem Menschen gegenüber zutraulich. Die Vögel sind sehr aktiv und bewegen sich gerne kletternd, aber auch fliegend. Das sehr große Nage- und Beschäftigungsbedürfnis wird am besten mit frischen Ästen befriedigt.

## Etymologie und Forschungsgeschichte
Die Erstbeschreibung des Goldbugpapageis erfolgte 1827 durch Philipp Jakob Cretzschmar unter dem wissenschaftlichen Namen Psittacus Meyeri. Als Fundort gab er Kurdufan an. 1837 führte William Swainson die neue Gattung Poicephalus ein. »Poicephalus« ist ein griechisches Wortgebilde aus »phaios γενυς, γενυος« für »dämmerig, grau« und »-kephalos, kephalē -κεφαλος, κεφαλη« für »-köpfig, Kopf«. Der Artname »meyeri« ist Dr. Bernhard Meyer (1767–1836) gewidmet. »Matschiei« ehrt Paul Matschie, »reichenowi« Anton Reichenow und »neavei« Sheffield Airey Neave (1879–1961). »Damarensis« bezieht sich auf das »Damaraland« und »transvaalensis« auf »Transvaal«. »Saturatus« ist lateinischen Ursprungs und leitet sich von  »satur, satura, satis« für »reichlich, genügend« ab und bedeutet somit »reichlich gefärbt«.